# Isidoro Vázquez de Acuña
Sergio Isidoro Vázquez de Acuña y García del Postigo, XI marqués García del Postigo, (Santiago, Chile, 16 de diciembre de 1934) es un historiador, heraldista, genealogista, autor y académico chileno.
Vázquez de Acuña cobra relevancia en el ámbito de investigación histórica y genealógica en Chile como académico y presidente del Instituto Chileno de Investigaciones Genealógicas. Ha alcanzado reconocimiento también por su participación activa en la Orden de Malta en Chile, donde trabajó en el inicio de las relaciones diplomáticas entre esta organización y el país austral. Sus campos de investigación más reconocidos han sido los referentes a la historia de Chiloé y la historia naval chilena. Además, su trabajo como heraldista lo ha llevado a realizar el diseño de los escudos de diversas comunas e instituciones chilenas.

## Familia
Hijo de Isidoro Vázquez de Acuña y Vargas y de Berta García del Postigo y Burr, Isidoro Vázquez de Acuña es el XI marqués García del Postigo, título traspasado a él por su abuelo materno. Vázquez de Acuña es sucesor de Carlos García del Postigo y Bulnes, VII marqués García del Postigo, héroe del combate naval de Malpelo en el Perú, vicealmirante de la Marina del Perú; comodoro de la escuadra chilena en la segunda fase de la guerra Contra la Confederación Perúboliviana, en procura de la restauración de la unidad peruana, etc. Por su linaje paterno desciende de la Casa de Quiroga, solar de Relocío, valle de Quiroga, Lugo, Galicia, España.

## Estudios y carrera

### Reseña
Estudió en el Colegio de los Sagrados Corazones de los Padres Franceses de Santiago y en la Escuela Militar. Posteriormente, Antropología en la Universidad de Chile, logrando su convalidación en la Universidad Complutense de Madrid, donde se graduó de doctor en Filosofía y Letras, con mención en Historia de América leyendo su tesis en 1959, con calificación sobresaliente. Además cursó un diplomado en Altos Estudios Internacionales (C.S.I.C.) y perfeccionó sus conocimientos en la Escuela Diplomática, dependiente del Ministerio de Asuntos Exteriores de España. Obtuvo diploma por los cursos 1960-1962 de la Escuela de Genealogía, Heráldica y Nobiliaria, del Instituto Salazar y Castro (C.S.I.C.). Preferentemente se ha dedicado a la investigación histórica, ejerciendo servicios diplomáticos ad honorem como agregado cultural en Madrid (1958-1960) y de Ministro Consejero y Encargado de Negocios ad interim de la Embajada de la Soberana Orden Militar de Malta en Chile (2000-2009).

### Trabajo académico e investigativo
Fue fundador, redactor-jefe de la revista bilingüe.(alemán-castellano) Aconcagua, de información general iberoamericana, editada en Vaduz (Liechtenstein) y Madrid (1965-1971). Decano de la Facultad de Educación, luego de Estudios Generales de la Universidad de Santiago de Chile (1974-1980) y director y fundador del Instituto de Investigaciones del Patrimonio Territorial de Chile (INPATER) (1982-1991). Profesor titular hasta su renuncia en 1992.
Vázquez de Acuña es considerado precursor destacado en el campo de investigación arqueológica de las islas de Chiloé con enfoque en la artesanía religiosa, siendo su libro Santería de Chiloé el que contiene registro y análisis de toda la imaginería devota de aquellos territorios insulares que se encuentran en diversas capillas e iglesias.
Dentro de su trabajo, el historiador chileno fue parte de las negociaciones que permitieron la autorización por parte de la Iglesia católica a los mormones para microfilmar los registros parroquiales chilenos y llegar a formar parte de la colección mundial de archivos relacionados que posee la Iglesia de Jesucristo de los Santos de los Últimos Días en Utah.
Como Decano de la Facultad de Estudios Generales de la Universidad Técnica del Estado participó y fue parte de la constitución de las primeras Jornada Nacionales de Cultura organizadas por la Universidad Católica de Valparaíso en 1975. La segunda versión de dichas jornadas se realizaron bajo la tutela de Vázquez de Acuña.
En 1981 crea el Instituto de Investigaciones del Patrimonio Territorial de Chile por nombramiento del entonces Rector de la Universidad de Santiago. El instituto sería encabezado por Isidoro Vázquez de Acuña hasta 1991. Dicho organismo mantuvo alianzas enfocadas en la publicación de investigaciones históricas con entidades tales como el Instituto Geográfico Militar o el Servicio Hidrográfico y Oceanográfico de la Armada de Chile.
La labor de Isidoro Vázquez de Acuña, incluye, además, la organización y trabajo que involucraron seis Jornadas Territoriales en Isla de Pascua, Chiloé y la Región de Los Lagos, Norte Grande de Chile, Región del Bío-Bío, Magallanes y el Territorio Antártico Chileno.

### Heraldista
Como heraldista ha intervenido en el diseño de escudos municipales tales como los de Malloa, Chillán, La Reina, Estación Central, San Rosendo, Pinto, y el de la Región del Bío-Bío. En los de las armas episcopales, entre otros, del cardenal Jorge Medina Estévez, el arzobispo Antonio Moreno Casmitjana, obispo Pablo Lizama Riquelme y Juan Ignacio González Errazuriz. También, en heráldica corporativa como los escudos de las Universidades de Santiago, del Bío-Bío y Adolfo Ibáñez.

## Matrimonio y descendencia
El 17 de abril de 1965 contrae matrimonio en Reichenthal, Oberösterreich, Austria, con Maria Anna Edina Adelheid Gabrielle Grundemann von Falkenberg von Arco auf Valley, Condesa del Sacro Imperio Romano Germánico Grundemann von Falkenberg y Baronesa de Waldenfels y Egeregg, Dama de Justicia de la Sacra Militar Orden Constantiniana de San Jorge, de Honor y Devoción de la Soberana Orden Militar de Malta, Dama Infanzona de Illescas e Hijadalgo a Fuero de España. Los hijos del matrimonio son:
- Nicolás Isidoro Ernesto Carlos Maximiliano Félix María Vázquez de Acuña y Grundemann von Falkenberg, (Freistadt, Obrerösterreich, Austria, 14 de enero de 1966) heredero con mejor derecho del marquesado, Caballero Infanzón de la Real Hermandad de Infanzones de Nuestra Señora de la Caridad de la Imperial Villa de Illescas, Hidalgo a fuero de España, Caballero de Justicia de la Sacra Militar Orden Constantiniana de San Jorge,[11] Comunicador Audiovisual (IACC, 1992) director y productor de televisión en Chile.[12]
- Alicia Alejandra Vázquez de Acuña y Grundemann von Falkenberg, (Madrid (Palacio), España, 28 de febrero de 1968) Dama de la Real Hermandad de Infanzones de N. S. de la Caridad de la Imperial Villa de Illescas, Hijadalgo a Fuero de España, terapista floral.[13][14]
- Beatriz Isabel Vázquez de Acuña y Grundemann von Falkenberg, (Providencia, Santiago, Chile, 30 de octubre de 1975) Dama de la Real Hermandad de Infanzones de N. S. de la Caridad de la Imperial Villa de Illescas (Toledo) e Hijadalgo a Fuero de España,[15] cosmetóloga y terapista floral.[14]

Es recurrente asociar a la familia de Isidoro Vázquez de Acuña con la posesión del Castillo de Waldenfels en Reichental, Austria, sin embargo es el Conde Ernst Grundemann von Falkenberg (suegro de Isidoro Vázquez de Acuña) quien fue fideicomisario del castillo y de sus tierras, en poder de su familia desde 1636, siendo esta propiedad heredada por su nieto mayor Dominik Grundemann-Falkenberg, sobrino político de Isidoro Vázquez de Acuña.

## Pertenencias y distinciones académicas
Entre las principales se pueden destacar:
- Académico de número de la Academia Chilena de la Historia
- Académico de número del Instituto de Chile (1978) de la que era Académico Correspondiente (1967)
- Académico correspondiente de la Real Academia de la Historia de España (1979)
- Académico correspondiente de la Real Academia Portuguesa da História (1992)
- Miembro de la Sociedad Chilena de Historia y Geografía
- Presidente del Instituto Chileno de Investigaciones Genealógicas
- Ancla de Plata de la Liga Marítima de Chile (2009)[17]
- Académico Honorario de la Academia de Historia Naval y Marítima de Chile.

## Títulos y condecoraciones
Entre otros, Isidoro Vázquez de Acuña posee los siguientes títulos y condecoraciones:
- Marqués García del Postigo[18][1]
- Caballero de justicia de la Sagrada Orden Militar Constantiniana de San Jorge.
- Caballero de honor y devoción de la Orden de Malta.
- Cruz de Gran Oficial de la Orden pro Mérito Melitensi.
- Caballero del Real Estamento Militar del Principado de Gerona y Cofradía de San Jorge.
- Caballero de la Real Hermandad de Infanzones de N. S. de la Caridad de la Imperial Villa de Illescas (Toledo).
- Comendador de la Orden del Infante Don Enrique.

Además, Isidoro Vázquez de Acuña reclamó en 1960 el título carlista de Marqués de Quintanilla ante la justicia española, sin éxito.
A pesar de su matrimonio, Vázquez de Acuña no es consorte de los títulos de su esposa, ya que ella pierde los mismos al momento de casarse, a la vez que no los puede traspasar a sus hijos, privilegios reservados sólo a los hombres de acuerdo al protocolo, tradición y legislación de la nobleza del Sacro Imperio Romano Germánico.

## Publicaciones
Isidoro Vázquez de Acuña, además de la serie de monografías que ha publicado y de otros trabajos, es autor de los siguientes libros:
- Costumbres religiosas de Chiloé y su raigambre hispana
- La evolución de la familia, matriz de los estudios genealógicos, etnológicos y sociales
- Arqueología chiloense. Yacimientos y material lítico
- Historial de la Casa de Gálvez y sus alianzas
- Don Juan de la Cruz y su Mapa de América Meridional (1775) y las fronteras del Reino de Chile
- Breve Historia del Territorio de Chile
- Burr
- Las incursiones corsarias holandesas en Chiloé (Baltazar de Cordes - 1600 Enrique Brouwer - 1643)
- Santería de Chiloé (Estudio y Catastro)
- Las Vías de Comunicación y Transporte Australes (Siglos XVI al XX)
- Nuestra Señora de la Caridad y los Infanzones de Illescas
- O Corvino Carlos G. Nascimento co-arquitecto das letras chilenas
- Historial de la Casa de Gálvez y sus alianzas, hechos ilustres de sus hijos en España, Italia, México, Guatemala, Perú, Chile y otros países del Viejo y Nuevo Mundo
- Historia Naval del Reino de Chile, 1520-1826, Santiago, Compañía Sudamericana de Vapores S.A., 2004. (547 pp. + il. color, blanco y negro + CD con la edición electrónica total). Distinguida por el Instituto Panamericano de Geografía e Historia, organismo especializado de la Organización de Estados Americanos (OEA), con el Premio de Historia Colonial Silvio Zavala, como la mejor publicación en su género en los 21 países de la OEA durante el bienio 2004-2005.

## Ancestros
|  |                                                                         |  |  |  |  |  |  |  |  |  |  |  |  |  |  |  |
|  | 16. Isidoro Antonio Vázquez de Acuña y Pérez de la Puente               |  |  |  |  |  |  |  |  |  |  |  |  |  |  |  |
|  |                                                                         |  |  |  |  |  |  |  |  |  |  |  |  |  |  |  |
|  |                                                                         |  |  |  |  |  |  |  |  |  |  |  |  |  |  |  |
|  | 8. José María Vázquez de Acuña y Mesa                                   |  |  |  |  |  |  |  |  |  |  |  |  |  |  |  |
|  |                                                                         |  |  |  |  |  |  |  |  |  |  |  |  |  |  |  |
|  |                                                                         |  |  |  |  |  |  |  |  |  |  |  |  |  |  |  |
|  | 17. María del Carmen de Mesa y Salazar de Echavarría                    |  |  |  |  |  |  |  |  |  |  |  |  |  |  |  |
|  |                                                                         |  |  |  |  |  |  |  |  |  |  |  |  |  |  |  |
|  |                                                                         |  |  |  |  |  |  |  |  |  |  |  |  |  |  |  |
|  | 4. Isidoro Vázquez de Acuña y Grille                                    |  |  |  |  |  |  |  |  |  |  |  |  |  |  |  |
|  |                                                                         |  |  |  |  |  |  |  |  |  |  |  |  |  |  |  |
|  |                                                                         |  |  |  |  |  |  |  |  |  |  |  |  |  |  |  |
|  | 18. Antonio de Grille y López de Haro                                   |  |  |  |  |  |  |  |  |  |  |  |  |  |  |  |
|  |                                                                         |  |  |  |  |  |  |  |  |  |  |  |  |  |  |  |
|  |                                                                         |  |  |  |  |  |  |  |  |  |  |  |  |  |  |  |
|  | 9. Margarita de Grille y Sotomayor                                      |  |  |  |  |  |  |  |  |  |  |  |  |  |  |  |
|  |                                                                         |  |  |  |  |  |  |  |  |  |  |  |  |  |  |  |
|  |                                                                         |  |  |  |  |  |  |  |  |  |  |  |  |  |  |  |
|  | 19. María de las Mercedes Sotomayor y Fontecilla                        |  |  |  |  |  |  |  |  |  |  |  |  |  |  |  |
|  |                                                                         |  |  |  |  |  |  |  |  |  |  |  |  |  |  |  |
|  |                                                                         |  |  |  |  |  |  |  |  |  |  |  |  |  |  |  |
|  | 2. Isidoro Vázquez de Acuña y Vargas                                    |  |  |  |  |  |  |  |  |  |  |  |  |  |  |  |
|  |                                                                         |  |  |  |  |  |  |  |  |  |  |  |  |  |  |  |
|  |                                                                         |  |  |  |  |  |  |  |  |  |  |  |  |  |  |  |
|  | 20. Manuel de Vargas Vergara                                            |  |  |  |  |  |  |  |  |  |  |  |  |  |  |  |
|  |                                                                         |  |  |  |  |  |  |  |  |  |  |  |  |  |  |  |
|  |                                                                         |  |  |  |  |  |  |  |  |  |  |  |  |  |  |  |
|  | 10. Moisés de Vargas Rencoret                                           |  |  |  |  |  |  |  |  |  |  |  |  |  |  |  |
|  |                                                                         |  |  |  |  |  |  |  |  |  |  |  |  |  |  |  |
|  |                                                                         |  |  |  |  |  |  |  |  |  |  |  |  |  |  |  |
|  | 21. María de las Mercedes Rencoret Cienfuegos                           |  |  |  |  |  |  |  |  |  |  |  |  |  |  |  |
|  |                                                                         |  |  |  |  |  |  |  |  |  |  |  |  |  |  |  |
|  |                                                                         |  |  |  |  |  |  |  |  |  |  |  |  |  |  |  |
|  | 5. María de las Mercedes Vargas Clark                                   |  |  |  |  |  |  |  |  |  |  |  |  |  |  |  |
|  |                                                                         |  |  |  |  |  |  |  |  |  |  |  |  |  |  |  |
|  |                                                                         |  |  |  |  |  |  |  |  |  |  |  |  |  |  |  |
|  | 22. James Thomas Clark                                                  |  |  |  |  |  |  |  |  |  |  |  |  |  |  |  |
|  |                                                                         |  |  |  |  |  |  |  |  |  |  |  |  |  |  |  |
|  |                                                                         |  |  |  |  |  |  |  |  |  |  |  |  |  |  |  |
|  | 11. Marta Clark Quintana                                                |  |  |  |  |  |  |  |  |  |  |  |  |  |  |  |
|  |                                                                         |  |  |  |  |  |  |  |  |  |  |  |  |  |  |  |
|  |                                                                         |  |  |  |  |  |  |  |  |  |  |  |  |  |  |  |
|  | 23. María del Carmen Quintana Henríquez                                 |  |  |  |  |  |  |  |  |  |  |  |  |  |  |  |
|  |                                                                         |  |  |  |  |  |  |  |  |  |  |  |  |  |  |  |
|  |                                                                         |  |  |  |  |  |  |  |  |  |  |  |  |  |  |  |
|  | 1. Isidoro Vázquez de Acuña, XI marqués García del Postigo              |  |  |  |  |  |  |  |  |  |  |  |  |  |  |  |
|  |                                                                         |  |  |  |  |  |  |  |  |  |  |  |  |  |  |  |
|  |                                                                         |  |  |  |  |  |  |  |  |  |  |  |  |  |  |  |
|  | 24. Pedro Fermín García del Postigo y Gómez-Chirino                     |  |  |  |  |  |  |  |  |  |  |  |  |  |  |  |
|  |                                                                         |  |  |  |  |  |  |  |  |  |  |  |  |  |  |  |
|  |                                                                         |  |  |  |  |  |  |  |  |  |  |  |  |  |  |  |
|  | 12. Adeoato García del Postigo y de la Vega                             |  |  |  |  |  |  |  |  |  |  |  |  |  |  |  |
|  |                                                                         |  |  |  |  |  |  |  |  |  |  |  |  |  |  |  |
|  |                                                                         |  |  |  |  |  |  |  |  |  |  |  |  |  |  |  |
|  | 25. María del Carmen de la Vega y de las Cuevas                         |  |  |  |  |  |  |  |  |  |  |  |  |  |  |  |
|  |                                                                         |  |  |  |  |  |  |  |  |  |  |  |  |  |  |  |
|  |                                                                         |  |  |  |  |  |  |  |  |  |  |  |  |  |  |  |
|  | 6. Fermín García del Postigo y Valenzuela, X marqués García del Postigo |  |  |  |  |  |  |  |  |  |  |  |  |  |  |  |
|  |                                                                         |  |  |  |  |  |  |  |  |  |  |  |  |  |  |  |
|  |                                                                         |  |  |  |  |  |  |  |  |  |  |  |  |  |  |  |
|  | 26. Pedro Crisólogo de Valenzuela y Saavedra                            |  |  |  |  |  |  |  |  |  |  |  |  |  |  |  |
|  |                                                                         |  |  |  |  |  |  |  |  |  |  |  |  |  |  |  |
|  |                                                                         |  |  |  |  |  |  |  |  |  |  |  |  |  |  |  |
|  | 13. María de la Cruz de Valenzuela y Merino                             |  |  |  |  |  |  |  |  |  |  |  |  |  |  |  |
|  |                                                                         |  |  |  |  |  |  |  |  |  |  |  |  |  |  |  |
|  |                                                                         |  |  |  |  |  |  |  |  |  |  |  |  |  |  |  |
|  | 27. María Josefa Merino y Pizarro                                       |  |  |  |  |  |  |  |  |  |  |  |  |  |  |  |
|  |                                                                         |  |  |  |  |  |  |  |  |  |  |  |  |  |  |  |
|  |                                                                         |  |  |  |  |  |  |  |  |  |  |  |  |  |  |  |
|  | 3. Berta García del Postigo y Burr                                      |  |  |  |  |  |  |  |  |  |  |  |  |  |  |  |
|  |                                                                         |  |  |  |  |  |  |  |  |  |  |  |  |  |  |  |
|  |                                                                         |  |  |  |  |  |  |  |  |  |  |  |  |  |  |  |
|  | 28. Robert-Dimsall Burr                                                 |  |  |  |  |  |  |  |  |  |  |  |  |  |  |  |
|  |                                                                         |  |  |  |  |  |  |  |  |  |  |  |  |  |  |  |
|  |                                                                         |  |  |  |  |  |  |  |  |  |  |  |  |  |  |  |
|  | 14. Roberto Burr y Navarro                                              |  |  |  |  |  |  |  |  |  |  |  |  |  |  |  |
|  |                                                                         |  |  |  |  |  |  |  |  |  |  |  |  |  |  |  |
|  |                                                                         |  |  |  |  |  |  |  |  |  |  |  |  |  |  |  |
|  | 29. María Cristina Navarro y Sánchez                                    |  |  |  |  |  |  |  |  |  |  |  |  |  |  |  |
|  |                                                                         |  |  |  |  |  |  |  |  |  |  |  |  |  |  |  |
|  |                                                                         |  |  |  |  |  |  |  |  |  |  |  |  |  |  |  |
|  | 7. María Isabel Burr y Sánchez de Trujillo                              |  |  |  |  |  |  |  |  |  |  |  |  |  |  |  |
|  |                                                                         |  |  |  |  |  |  |  |  |  |  |  |  |  |  |  |
|  |                                                                         |  |  |  |  |  |  |  |  |  |  |  |  |  |  |  |
|  | 30. Toribio Sánchez de Trujillo y Garay                                 |  |  |  |  |  |  |  |  |  |  |  |  |  |  |  |
|  |                                                                         |  |  |  |  |  |  |  |  |  |  |  |  |  |  |  |
|  |                                                                         |  |  |  |  |  |  |  |  |  |  |  |  |  |  |  |
|  | 15. María del Rosario Sánchez de Trujillo y Garay                       |  |  |  |  |  |  |  |  |  |  |  |  |  |  |  |
|  |                                                                         |  |  |  |  |  |  |  |  |  |  |  |  |  |  |  |
|  |                                                                         |  |  |  |  |  |  |  |  |  |  |  |  |  |  |  |
|  | 31. María del Rosario de Garay y Loyola                                 |  |  |  |  |  |  |  |  |  |  |  |  |  |  |  |
|  |                                                                         |  |  |  |  |  |  |  |  |  |  |  |  |  |  |  |
|  |                                                                         |  |  |  |  |  |  |  |  |  |  |  |  |  |  |  |